# John Kennedy (Eishockeyspieler)
John Kennedy (* 10. Oktober 1987 in Saginaw, Michigan) ist ein US-amerikanisch-australischer Eishockeyspieler, der seit 2013 bei den Newcastle Northstars in der Australian Ice Hockey League unter Vertrag steht.

## Karriere
John Kennedy begann seine Karriere in seiner US-amerikanischen Heimat. Nach drei Jahren in der North American Hockey League spielte er während seines Studiums von 2007 bis 2011 für das Team des Rensselaer Polytechnic Institute in der ECAC Hockey der National Collegiate Athletic Association. Dabei wurde er 2011 in das All-Academic Team von ECAC Hockey gewählt. 2011/12 spielte er für die Dayton Gems in der Central Hockey League. Zur Sommersaison 2012 wechselte er auf die südliche Erdhalbkugel zu den Canberra Knights in die Australian Ice Hockey League. Seit 2013 spielt er mit Ausnahme einer Unterbrechung wegen der COVID-19-Pandemie in den Jahren 2020 und 2021 für die Newcastle Northstars, mit denen er 2015 und 2016 den Goodall Cup, die australische Meisterschaft, gewann. 2019 und 2022 war er auch Cheftrainer der Mannschaft, wobei er 2019 zum Trainer des Jahres der Australian Ice Hockey League gewählt wurde.

### International
Bei der Weltmeisterschaft 2023 debütierte Kennedy für die australische Nationalmannschaft in der Division II und wurde zum besten Spieler seiner Mannschaft gewählt.

## Erfolge und Auszeichnungen
- 2011 All-Academic Team von ECAC Hockey
- 2015 Gewinn des Goodall Cups mit den Newcastle Northstars
- 2016 Gewinn des Goodall Cups mit den Newcastle Northstars
- 2019 Trainer des Jahres der Australian Ice Hockey League